# Neoamerioppia extrema
Neoamerioppia extrema är en kvalsterart som först beskrevs av Sandór Mahunka 1985.  Neoamerioppia extrema ingår i släktet Neoamerioppia och familjen Oppiidae. Inga underarter finns listade i Catalogue of Life.